# Григорий Каллимаки
Григорий Каллимаки (молд. Григоре Каллимаки; 1735—1769) — господарь Молдавского княжества, правил в 1761—1764 и 1767—1769 годах.

## Правление
Господарь-фанариот, сын Иоана Теодора Каллимаки.
Брат — Александр Каллимаки (1737—1821).
Снизил некоторые подати. Поддерживал деятельность ученых.
По его поручению был написан «Кодекс обычаев Молдавского двора».
Был заподозрен в связях с русскими, отправлен в Константинополь и обезглавлен.
Его дочь была матерью двух братьев — князей Кантакузиных — Георгия и Александра.